# سکونت‌پذیری قمرهای طبیعی

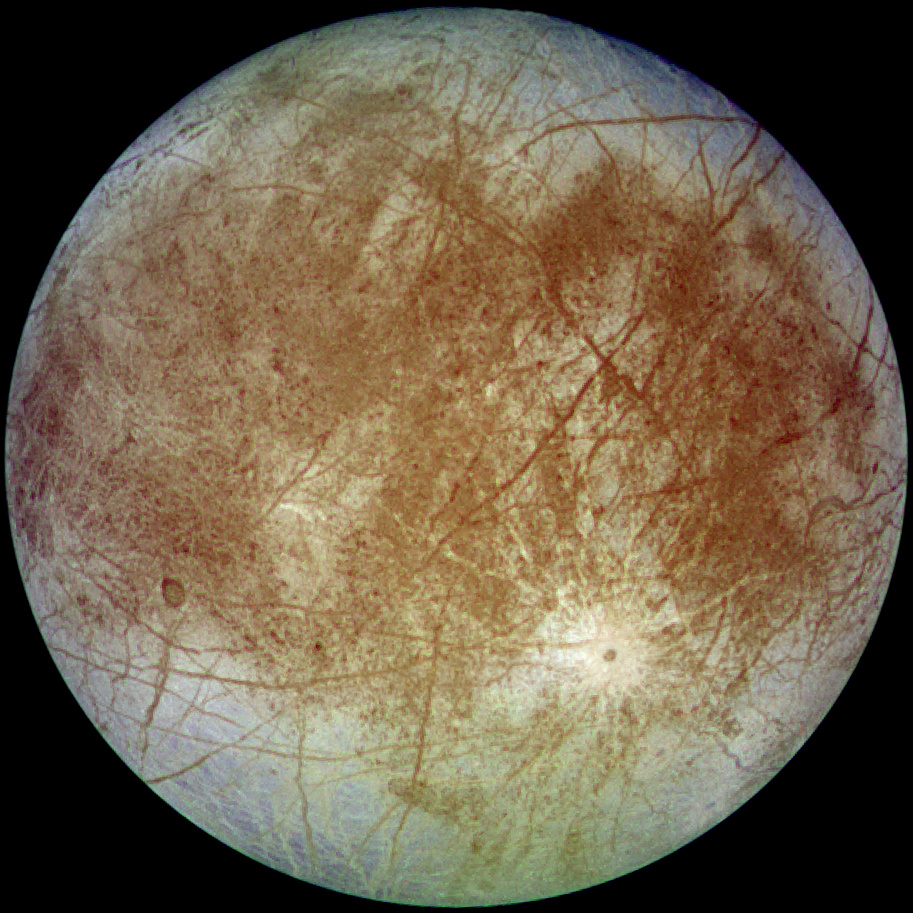
اروپا ، قمر زیست‌پذیر بالقوهمشتری

سکونت‌پذیری قمرهای طبیعی شامل مطالعه پتانسیل یک قمر در فراهم کردن زیستگاه برای زندگی است. انتظار می رود که تعداد قمرهای طبیعی با اختلاف زیادی از سیارات بیشتر باشد، بنابراین مطالعه این موضوع در اخترزیست‌شناسی و جستجوی زیست فرازمینی مهم است. با این حال، متغیرهای محیطی قابل توجهی در مورد قمرها وجود دارد.
پیش‌بینی می شود که پارامترها برای زیستگاه‌های سطحی با پارامترهای سیاراتی مانند زمین شامل ویژگی‌های ستاره‌ای، مدار، جرم سیاره‌، اتمسفر و زمین‌شناسی قابل مقایسه باشد. از میان قمرهای طبیعی که در کمربند حیات منظومه شمسی وجود دارند، ماه، دو قمر مریخ (اگرچه برخی تخمین‌ها این دو را خارج از این دسته‌بندی می‌دانند)  و قمرهای ریزسیاره‌ای متعدد، همگی فاقد شرایط برای آب‌های‌سطحی هستند. بر خلاف زمین، تمام قمرهای منظومه شمسی دارای قفل کشندی هستند و هنوز مشخص نیست که این نیروهای کشندی تا چه اندازه بر زیست‌پذیری تأثیر می‌گذارند.

## همچنین ببینید
- آنالوگ زمین
- Kepler-1625b I ، ماه فراخورشیدی احتمالی سیاره فراخورشیدی کپلر-1625 بی
- اختربیولوژی
- کمربند حیات
- زیست‌پذیری سیاره‌ای
- زیست‌پذیری سامانه‌های ستاره‌ای دوگانه
- سکونت‌پذیری سامانه‌های ستاره‌ای نوترونی